# Формула повної ймовірності
Формула повної ймовірності дозволяє обчислити ймовірність деякої події через умовні ймовірності цієї події в припущенні якихось гіпотез, а також ймовірностей цих гіпотез.

## Визначення
Нехай дано імовірнісний простір {\displaystyle (\Omega ,{\mathcal {F}},\mathbb {P} )}, і повна група подій {\displaystyle \{B_{n}\}_{n=1}^{\infty }\subset {\mathcal {F}}}, таких що {\displaystyle \mathbb {P} (B_{n})>0\;\forall n}. Хай {\displaystyle A\in {\mathcal {F}}} подія, що нас цікавить. Тоді
{\displaystyle \mathbb {P} (A)=\sum \limits _{n=1}^{\infty }\mathbb {P} (A\mid B_{n})\mathbb {P} (B_{n})}.

## Зауваження
Формула повної ймовірності також має наступну інтерпретацію. Нехай {\displaystyle N} — випадкова величина, що має розподіл
{\displaystyle \mathbb {P} (N=n)=\mathbb {P} (B_{n})}.
Тоді
{\displaystyle \mathbb {P} (A)=\mathbb {E} \left[\mathbb {P} (A\mid N)\right]},
тобто апріорна ймовірність події рівна середньому його апостеріорної ймовірності.

## Приклади

### Приклад 1
Задача:
Припустимо, прогноз погоди показує, що завтра з ймовірністю 0.6 (60%) буде сонячна погода. Відповідно те, що погода буде дощовою, дорівнює 0.4 (так як сума імовірностей подій, що складають повну групу дорівнює одиниці, тобто 100 відсоткам).
Також в нас є деякі дані по прогнозу на післязавтра: Якщо завтра буде сонячно, то ймовірність того, що післязавтра буде сонячно дорівнює 0.7
P(D2 = сонячно | D1 = сонячно) = 0.7
Якщо завтра буде дощ, то ймовірність того, що післязавтра буде сонячно дорівнює 0.4
P(D2 = сонячно | D1 = дощ) = 0.4
Знайти ймовірність того, що післязавтра буде сонячно.
Розв'язок:
Необхідно знайти дві події:
1. ймовірність того що і завтра і післязавтра буде сонячно. Вирахуємо це по теоремі добутку залежних подій: P(D2 = сонячно | P(D1 = сонячно)) * P(D1 = сонячно) = 0.7*0.6 = 0.42
2. Ймовірність того що завтра буде дощ а післязавтра буде сонячно.
P(D2 = сонячно | P(D1 = дощ)) * P(D1 = дощ) = 0.4*0.4 = 0.16
Після цього, необхідно скласти ймовірності цих двох подій. В результаті отримаємо ймовірність сонячної погоди післязавтра рівною 58%

### Приклад 2
Припустимо, що дві різні фабрики виробляють електричні лампочки. Лампи фабрики X працюватимуть довше 5000 годин в 99% випадків, в той час як лампочки фабрики Y працюватимуть довше 5000 годин в 95% випадків. Відомо, що фабрика X поставляє 60% ламп, від загально доступної кількості, а фабрика Y поставляє решту 40% ламп. Який шанс, що придбана лампа працюватиме довше ніж 5000 годин?
Застосовуючи формулу повної ймовірності, маємо:
{\displaystyle {\begin{aligned}P(A)&=P(A\mid B_{X})\cdot P(B_{X})+P(A\mid B_{Y})\cdot P(B_{Y})\\[4pt]&={99 \over 100}\cdot {6 \over 10}+{95 \over 100}\cdot {4 \over 10}={{594+380} \over 1000}={974 \over 1000}\end{aligned}}}
де
- {\displaystyle P(B_{X})={6 \over 10}} — імовірність, що придбана лампа була виготовлена фабрикою X;
- {\displaystyle P(B_{Y})={4 \over 10}} — імовірність, що придбана лампа була виготовлена фабрикою Y;
- {\displaystyle P(A\mid B_{X})={99 \over 100}} — імовірність що лампа, виготовлена фабрикою X працюватиме більше ніж 5000 годин;
- {\displaystyle P(A\mid B_{Y})={95 \over 100}} — імовірність що лампа, виготовлена фабрикою Y працюватиме більше ніж 5000 годин.

Таким чином існує імовірність в 97.4%, що кожна придбана лампа буде працювати більше ніж 5000 годин.